# Gert Silber-Bonz
Gert Silber-Bonz (* 8. Juni 1930 in Reutlingen; † 7. Juli 2023 in Michelstadt) war ein deutscher Unternehmer.

## Leben
Gert Silber-Bonz wurde 1930 in Reutlingen als Sohn des Kaufmanns Alfred Silber-Bonz und der Marie Mathilde Arzt geboren. Er ist der Enkel von Ludwig Arzt. Nach dem Abitur am Johannes-Kepler-Gymnasium in Reutlingen durchlief er eine Ausbildung in der Textilindustrie und bei einer Privatbank. Nach verschiedenen Auslandsaufenthalten in Südafrika und den USA war Gert Silber-Bonz in den 1950er Jahren in der Tuchfabrik Arzt in Michelstadt im Odenwald tätig. Zu dieser Zeit hatte die Firma ca. 600 Beschäftigte und war eine der größten Firmen im Odenwald.
Seit etwa 1960 verschlechterte sich die Lage der deutschen Tuchindustrie, unter der auch die Firma Arzt zu leiden hatte. Ein Ausgleich bot die Aufnahme der Produktion von Kunststoffprodukten, vornehmlich Folien für die Landwirtschaft unter dem Firmennamen Polydress Plastic. 1974 beteiligte sich die BP am Unternehmen, die Tuchfabrikation wurde beendet. Im Jahr 1978 übernahm BP das Unternehmen ganz. 
Gert Silber-Bonz war bereits 1958 zur Gummifabrik Veith AG in Sandbach im Odenwald gewechselt, die sich mehrheitlich im Besitz der Familie Arzt/Silber-Bonz befunden hat. Nach dem Einstieg des italienischen Reifenherstellers Pirelli bei der Veith AG im Jahre 1963 wurde Gert Silber-Bonz Vorsitzender des Vorstands. In dieser Funktion war er bis zu seiner Pensionierung im Jahr 1995 tätig, anschließend hatte er bis 2000 den Vorsitz des Aufsichtsrats inne.
Während seiner beruflichen Tätigkeit gehörte Gert Silber-Bonz zahlreichen Aufsichtsräten an, darunter bei der Dura Tufting GmbH, Fulda (Vorsitzender), der Frankfurter Allgemeine Zeitung GmbH (stv. Vorsitzender), der Haindl Papier GmbH, und der Coca-Cola GmbH Schweiz. Außerdem war er Beiratsmitglied bei der Eduard Winter Firmengruppe in Berlin.
Gert Silber-Bonz engagierte sich neben seinem Unternehmertum in der Kommunalpolitik, in der evangelischen Kirche und hatte zahlreiche Ehrenämter inne. Er war zwölf Jahre lang Fraktionsvorsitzender der CDU im Stadtparlament Michelstadt.
Von 1981 bis 1983 und 1989 bis 1992 war er Vorsitzender des Wirtschaftsverbandes der deutschen Kautschukindustrie und von 1991 bis 1995 Präsident der IHK Darmstadt. Auch gehörte er dem Präsidium des Bundesverbandes der Deutschen Industrie an. Daneben war er Sprecher des Arbeitskreises evangelischer Unternehmer in Hessen und Mitglied des Präsidiums des Deutschen Evangelischen Kirchentages. Er war langjähriges Mitglied des Kuratoriums der FAZIT-Stiftung, des Vorstandes der Vereinigung von Freunden der TU Darmstadt und berufenes Mitglied der Deutschen Akademie für Sprache und Dichtung.
Gert Silber-Bonz war verheiratet mit Edina, geb. Gräfin von Roedern, hat zwei erwachsene Kinder und lebte in Michelstadt im Odenwald.

## Ehrungen
- 1987: Bundesverdienstkreuz I. Klasse
- 1990: Ehrenbrief des Landes Hessen
- 1998: Commendatore al merito della Repubblica Italiana
- 2014: Kronenkreuz in Gold der Diakonie Deutschland
- 2020: Alfred-Dregger-Medaille in Silber der CDU Hessen

## Nachweise
1. ↑  Gert Silber-Bonz. In: FAZ.NET. 13. Juli 2023, ISSN 0174-4909 (faz.net [abgerufen am 14. Juli 2023]).

| Personendaten    | Personendaten         |
| ---------------- | --------------------- |
| NAME             | Silber-Bonz, Gert     |
| KURZBESCHREIBUNG | deutscher Unternehmer |
| GEBURTSDATUM     | 8. Juni 1930          |
| GEBURTSORT       | Reutlingen            |
| STERBEDATUM      | 7. Juli 2023          |
| STERBEORT        | Michelstadt           |